# Premio Nero Wolfe
Il Premio Nero Wolfe (detto anche Nero Award) è un premio letterario statunitense per il romanzo poliziesco istituito nel 1979, viene assegnato ogni anno dall'associazione The Wolfe Pack. Il premio è intitolato al personaggio immaginario dello scrittore statunitense Rex Stout, l'investigatore privato Nero Wolfe, protagonista di una serie famosissima di romanzi gialli e figura di culto del racconto poliziesco.

## Vincitori
| Anno | Vincitore             | Titolo originale                       | Titolo italiano                                           |
| 1979 | Lawrence Block        | The Burglar Who Liked to Quote Kipling | Il ladro che leggeva Kipling                              |
| 1980 | Helen McCloy          | Burn This                              |                                                           |
| 1981 | Amanda Cross          | Death in a Tenured Position            | Morte ad Harvard                                          |
| 1982 | Hugh Pentecost        | Past, Present and Murder               | Fra passato e presente                                    |
| 1983 | Martha Grimes         | The Anodyne Necklace                   | Caccia al tesoro                                          |
| 1984 | Jane Langton          | Emily Dickinson is Dead                | Emily Dickinson è morta                                   |
| 1985 | Dick Lochte           | Sleeping Dog                           | Giorni da cane                                            |
| 1986 | Robert Goldsborough   | Murder in E Minor                      | Nero Wolfe: delitto in Mi minore                          |
| 1987 | Charlotte MacLeod     | The Corpse in Oozak's Pond             |                                                           |
| 1988 | non assegnato         |                                        |                                                           |
| 1989 | non assegnato         |                                        |                                                           |
| 1990 | non assegnato         |                                        |                                                           |
| 1991 | Tony Hillerman        | Coyote Waits                           | La fame del coyote                                        |
| 1992 | Robert Barnard        | A Scandal in Belgravia                 |                                                           |
| 1993 | John Dunning          | Booked to Die                          | La morte sa leggere                                       |
| 1994 | Aaron Elkins          | Old Scores                             |                                                           |
| 1995 | Sharyn McCrumb        | She Walks These Hills                  |                                                           |
| 1996 | Laurie R. King        | A Monstrous Regiment of Women          |                                                           |
| 1997 | Michael Connelly      | The Poet                               | Il poeta                                                  |
| 1998 | Dennis Lehane         | Sacred                                 | Fuga dalla follia                                         |
| 1999 | Jeffery Deaver        | The Bone Collector                     | Il collezionista di ossa                                  |
| 2000 | Fred Harris           | Coyote Revenge                         |                                                           |
| 2001 | Laura Lippman         | Sugar House                            |                                                           |
| 2002 | Linda Fairstein       | The Deadhouse                          |                                                           |
| 2003 | S.J. Rozan            | Winter and Night                       |                                                           |
| 2004 | Walter Mosley         | Fear Itself                            |                                                           |
| 2005 | Lee Child             | The Enemy                              | Il nemico                                                 |
| 2006 | Tess Gerritsen        | Vanish                                 | Sparizione                                                |
| 2007 | Julia Spencer-Fleming | All Mortal Flesh                       |                                                           |
| 2008 | Jonathan Santlofer    | Anatomy of Fear                        |                                                           |
| 2009 | Joseph Teller         | The Tenth Case                         | Il decimo caso                                            |
| 2010 | Brad Parks            | Faces of the Gone                      |                                                           |
| 2011 | Louise Penny          | Bury Your Dead                         |                                                           |
| 2012 | Dana Stabenow         | Though Not Dead                        |                                                           |
| 2013 | Chris Knopf           | Dead Anyway                            |                                                           |
| 2014 | David Morrell         | Murder as a Fine Art                   | La perfezione del male                                    |
| 2015 | John Verdon           | Peter Pan Must Die                     | Non fidarti di Peter Pan                                  |
| 2016 | David C. Taylor       | Night Life                             |                                                           |
| 2017 | Al Lamanda            | With Six You Get Wally                 |                                                           |
| 2018 | Stephen Mack Jones    | August Snow                            |                                                           |
| 2019 | Walter Mosley         | Down the River Unto the Sea            |                                                           |
| 2020 | David Baldacci        | One Good Deed                          |                                                           |
| 2021 | Stephen Spotswood     | Fortune Favors the Dead                | La fortuna aiuta il morto. Un caso per Pentecost e Parker |
| 2022 | Michael Sears         | Tower of Babel                         |                                                           |
| 2023 | Frederick Weisel      | The Day He Left                        |                                                           |
| 2024 | Ariel Lawhon          | The Frozen River                       |                                                           |